# Гней Папирий Карбон (трибун 92 пр.н.е.)
Вижте пояснителната страница за други личности с името Гней Папирий Карбон.
Гней Папирий Карбон (на латински: Gnaeus Papirius Carbo) е политик на Римската република от началото на 1 век пр.н.е. Произлиза от плебейската фамилия Папирии, от клон Карбони.
През 92 пр.н.е. той е народен трибун. Тази година консули са Гай Клавдий Пулхер и Марк Перперна.